# Atze (Zeitschrift)
Atze war der Name einer Jugendzeitschrift in der DDR. Die kleinformatige Bilderzeitschrift erschien von 1955 bis 1991 monatlich mit einer Auflage von bis zu 549 600 Exemplaren im Junge Welt-Verlag.

## Geschichte
Atze wurde vom Zentralrat der FDJ herausgegeben, kostete 20 Pfennig und richtete sich an die Mitglieder der Pionierorganisation Ernst Thälmann.
Die ersten Hefte brachte Klaus Hilbig, Chefredakteur der Zeitung Der junge Pionier – später Trommel – eigenmächtig heraus. Ein wenige Tage vorher gestellter Lizenzantrag war abgelehnt worden.
In den Anfangsjahren erlebte der titelgebende Berliner Junge Atze, gezeichnet von Jürgen Kieser, Abenteuer im Heft, die oft einen Zeitbezug hatten, wie zum Beispiel die IX. Internationale Friedensfahrt 1956, das Leipziger Turn- und Sportfest oder die XVI. Olympiade in Melbourne. Im zweiten Jahr gesellte sich Atzeline hinzu, die zusätzlich – aus anderer Hand gezeichnet – eigene Abenteuer erlebte. Die meisten darüber hinaus veröffentlichten Bildergeschichten hatten die Oktoberrevolution, den kommunistischen Widerstand gegen den Nationalsozialismus, oder Partisanengeschichten, aber auch Entdeckungsreisen wie die des Kolumbus und Ähnliches zum Inhalt. Bei den Lesern war besonders der seit 1958 im Atze erscheinende unpolitische Mäusecomic Fix und Fax von Jürgen Kieser beliebt. Ab 1967 wurde die Serie Pats Reiseabenteuer von Harry Schlegel (Zeichnungen) und Wolfgang Altenburger (Text) abgedruckt, deren Episoden stets ein Gewinnspiel enthielten.
Anfang der 1960er Jahre hatte Atze eine Auflage von 380 000 bis 400 000 Heften (später weit über 500 000), die Anzahl der Remittenden lag bei monatlich 25 000. Damit erwirtschaftete die Zeitschrift dem FDJ-Verlag einen Reingewinn von jährlich 250 000 Mark, der für verlustreiche Prestige-Projekte verwendet werden konnte.
In vielen Grundschulen der DDR kam es in den 1960er Jahren zur Gründung der Arbeitsgemeinschaften „Junge Brandschutzhelfer“, für die ausgemusterte Feuerwehrfahrzeuge als Infomobile umgebaut wurden; diese wurden bis 1990 als „Atze-Feuerwehren“ bezeichnet. Die Atze-Redaktion setzte sich mit regelmäßigen Berichten für die Nachwuchsentwicklung und die Brandschutzerziehung der Kinder und Jugendlichen ein. Auch der Deutsche Fernsehfunk der DDR thematisierte die Arbeit der Atze-Feuerwehren bevorzugt in seinem Ferienprogramm.